# كلارا ويفر باريش
كلارا ويفر باريش (بالإنجليزية: Clara Weaver Parrish)‏ هي مصممة ورسامة أمريكية، ولدت في 16 مارس 1861 في سلما في الولايات المتحدة، وتوفيت في 11 نوفمبر 1925 في نيويورك في الولايات المتحدة.